# Zbiornik Horní Bečva

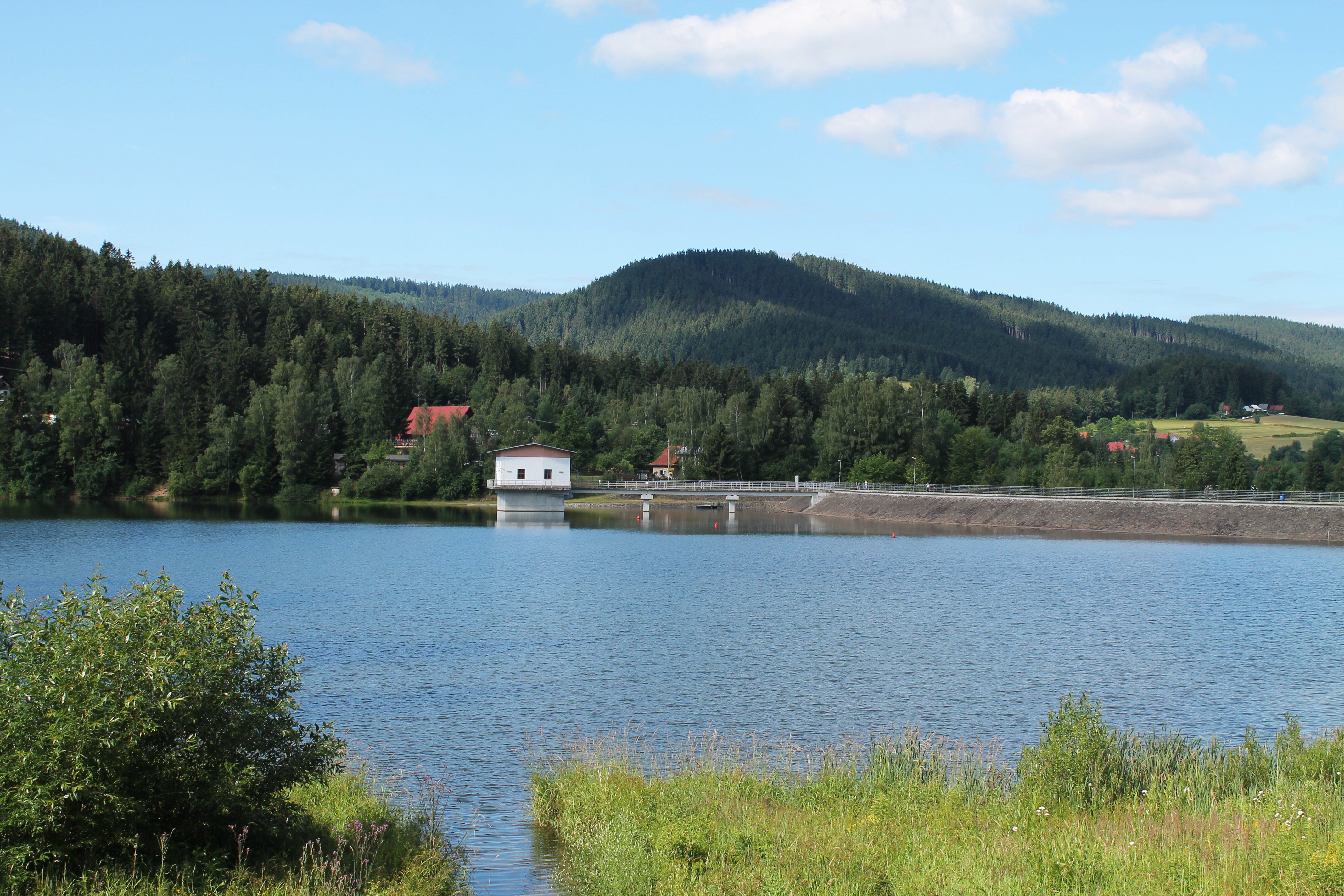
Zbiornik Horní Bečva

Zbiornik Horní Bečva (czes. vodní nádrž Horní Bečva) – zbiornik zaporowy na Morawach, we wschodnich Czechach, powstały przez przegrodzenie rzeki Dolna Beczwa zaporą Horní Bečva.

## Położenie
Zbiornik powstał ok. 2,5 km powyżej centrum miejscowości Horní Bečva w powiecie Vsetín. Leży w górnej części dość szerokiej doliny, jaką tworzy Dolna Beczwa, określanej jako Rów Rożnowski (czes. Rožnovská brázda), ograniczonej od północy przez Beskid Morawsko-Śląski a od południa przez Góry Wsetyńskie. Oprócz Dolnej Beczwy do zbiornika wpada także potok Sergač, spływający spod szczytu Kladnatá (918 m n.p.m.).

## Historia
Zamysł budowy zbiornika zaporowego na Dolnej Beczwie powstał w latach międzywojennych, po serii powodzi jakie nawiedziły ten region w latach 20. XX w. Zbiornik miał ograniczyć niebezpieczeństwo powodzi w dolnym biegu rzeki, a potencjalnie – zapewnić także część wody dla planowanego od przełomu wieków kanału Odra - Dunaj. Budowę zapory rozpoczęto w roku 1933. Niezbędne było przeniesienie drogi, biegnącej na przełęcz Hlavatá, wyżej na prawy (północny) stok doliny. Wykupiono również grunty i wysiedlono mieszkańców kilku gospodarstw usytuowanych na terenie przeznaczonym do zalania. Ze względu na II wojnę światową prace przy budowie przedłużyły się: wstępne oddanie obiektu do eksploatacji miało miejsce w 1944 r., a całość ukończono ostatecznie dopiero w roku 1947.
Po wojnie wokół zbiornika powstało kilka zakładowych ośrodków wczasowych, a następnie szereg prywatnych domków letnich, lecz prawdziwie intensywne zagospodarowanie otoczenia zalewu nastąpiło dopiero po roku 1990.

## Charakterystyka
Zbiornik ma nieregularny kształt i powierzchnię ok. 15 ha. Całkowita objętość zbiornika wynosi 665 tys. m³ (przy poziomie wody równym 563,60 m n.p.m.), objętość minimalna (stała) wynosi natomiast 37 tys. m³ (przy poziomie wody równym 554,10 m n.p.m.). Objętość zasobowa (przy poziomie 561,10 m n.m.) wynosi 395 tys. m³. Powierzchnia zlewiska zbiornika: 14,14 km².

## Wykorzystanie
Obecnie, poza funkcją przeciwpowodziową, zbiornik zapewnia minimalny przepływ rzeki w okresach suszy, pełni także funkcje rekreacyjne. Możliwa jest kąpiel, uprawianie sportów wodnych a także wędkarstwo. W okresie zimowym bazę noclegową wykorzystują amatorzy narciarstwa, korzystający z niewielkiego zespołu kolei i wyciągów narciarskich usytuowanych na stokach na południe od zbiornika.